# De Pan (Bladel)
De Pan is een buurtschap in de gemeente Bladel in de Nederlandse provincie Noord-Brabant. De plaats ligt drie kilometer ten zuiden van Hapert.

## Etymologie
Het woord Pan verwijst waarschijnlijk naar een ondoorlatende laag in de grond. Deze laag zorgt ervoor dat het gebied vrij nat blijft.
Een andere theorie is dat de naam afkomstig zou zijn van de god Pan, een figuur uit de Griekse mythologie. Hij is een zoon van Hermes en de nimf Penelope. Pan is de god van het woud en patroon van de herders en hun kudden. Verder is hij de god van het vee en het dierlijk instinct.

## Geschiedenis
De buurtschap De Pan en haar landbouwenclave bestonden al in de 14e eeuw. In die tijd bestond erop de Hapertsche heide, nu ook wel bekend als de Cartierheide, ook nog het gelijknamig gehucht, bestaande uit meerdere boerderijen en een herberg genaamd: Herberg De Pan. De landbouwenclave van de Pan hoort onlosmakelijk bij de Cartierheide. Vanuit dit landbouwgebied werd de heide bosbouwkundig en landbouwkundig gebruikt; voor plaggen, beweiding, akkerbouw, bosaanplant en hakhout, viskwekerij, leem-, veen-, en zandwinningen en de jacht.
De herberg was strategisch gelegen bij het kruispunt van wegen van Hoogeloon naar Bergeijk en Luyksgestel. Daarnaast waren de wegen tussen Postel en Eersel en de handelsweg de Bredasebaan, die van Luik naar Breda loopt, dichtbij gelegen. De weg van Hoogeloon naar Bergeijk werd op de kadastrale kaart van 1811-1830 de Varkensweg genoemd. Dit duidt op een oude handelsroute. Verder is het aannemelijk te bedenken dat de weg van zuid naar noord een verbindingsroute tussen Brussel en ’s-Hertogenbosch is geweest.
In 1830 staat de herberg nog steeds samen met nog vier boerderijen. Deze huizen komen op de kadastrale kaart van 1831 en de kaart van 1850 nog voor, maar daarna niet meer. Wat de reden is voor het verdwijnen van de huizen is niet duidelijk. Er is gesuggereerd dat het verdwijnen van De Pan als agrarische ontginning gevolg is geweest van beperkte uitbreidingsmogelijkheden, de omliggende heide was in handen van een concurrent, namelijk baron de Cartier de Marchienne.
De herberg van de Pan en de andere huizen zijn ergens midden 19e eeuw verdwenen, maar sporen ervan zijn nog steeds zichtbaar in het landschap. Op de plaats waar een huis moeten hebben gestaan staan er nog enkele overgebleven haagbeuken rondom deze locaties, die aangeven dat er vroeger waarschijnlijk een haag om de hutjes heeft gestaan. De zandweg die naar de voormalige herberg toe leidt is verstevigd door het aanbrengen van steengruis. Verder zijn er in de buurt sporen van een leemafgraving, die extra breed is gemaakt zodat er met paard en wagen in kon worden gereden om het zand en leem eruit te halen. Dit werd een leemkot genoemd. De flinke kuil die ten oosten van de voormalige herberg te vinden is, is een overblijfsel van een drenkplaats. Hier kon het vee en/of lastdieren drinken. De drenkplaats werd afgegraven tot het grondwater en zorgde zo voor een constante voorziening in drinkwater.
In de Pan wordt en werd, zoals gezegd, landbouw bedreven. Enkele overblijfselen van de akkers en graslanden zijn nog te vinden in het gebied. Zo zijn er in het bosgebied, juist ten zuiden van het huidige landbouwgebied de Pan, nog resten te zien van twee oude weilanden die in 1900 al in het bos gelegen hebben. Op de kadastrale kaart van 1811-1830 is het meest noordelijk gelegen weiland al in gebruik. Deze twee weilanden werden omzoomd door eikenhakhout en slootjes.
Hoofdplaats: Bladel      Dorpen: Casteren · Hapert · Hoogeloon · Netersel

Buurtschappen: Biezenheuvel · Broekenseind · Dalem · De Pan · Egypte · Franse Hoef · Heieind · Heikant · Helleneind · Het Bosch · Heuvel · Hoogcasteren · Landorp · Lemel · Ten Vorsel

Voormalige gemeenten: Bladel en Netersel · Hoogeloon, Hapert en Casteren

Noord-Brabant: Steden en dorpen      Nederland: Provincies · Gemeenten